# 希尔达·卡伦
希尔达·卡伦（瑞典語：Hilda Carlén，1991年8月13日—），瑞典女子足球运动员。她曾代表瑞典参加2016年夏季奥林匹克运动会足球比赛，获得一枚银牌。她也参加了2015年国际足联女子世界杯。